# S.S.D. Eurotezze
Società Sportiva Dilettante Eurotezze fue un club de fútbol italiano ubicado en Tezze sul Brenta, Véneto.

## Historia
El club se formó en 2007 tras la fusión de USCD Eurocalcio Cassola y AC Tezze sul Brenta.

### La disolución
En el verano de 2009 no se une a la temporada 2011-12 de la Serie D y fue así excluido de todo el fútbol.

## Colores y escudo
Sus colores eran azul y rojo.